# 長崎新地ターミナル
長崎新地ターミナル（ながさきしんちターミナル）は、長崎県長崎市新地町にある長崎自動車（長崎バス）のバスターミナル、長崎自動車本社。メインテナントはイオン長崎店。当項目ではイオン長崎店についても記述する。

## 概要
長崎バスの主要路線（主に北部方面行き）の起点、かつ、本社ビルである。かつては｢本社ターミナル｣と呼称され、方向幕や系統図も「本社前」「長崎バス本社前」と表記されたこともあったが、1994年（平成6年）7月より「長崎新地ターミナル」表記に統一され。その後2022年（令和4年）10月1日より長崎バス運行便の「長崎新地ターミナル」、県営バス運行便の「長崎新地」という表記が「新地中華街」という名称に統一された。バスターミナルにはエヌタスTカード・定期券の発売窓口があるほか、5つのホームがある。車庫機能はないため、車両や乗務員は周辺の車庫や松ヶ枝営業所にて待機する。運用開始当初は手動で発車案内を行なっていたが、路線の増加に伴う案内の煩雑化により自動案内が導入されている。長崎バスと沖電気工業で全国初となるバス発車全自動案内システムを共同開発し、1987年（昭和62年）2月2日より運用を開始した。各ホーム入口上部に設置されたLCD発車案内と自動放送で次に発車する便の案内を行い、発車時刻が来ると発車ベルが流れる。一般路線バスの他、夜行高速バス（オランダ号）が発着する。ホームと待合室は自動ドアで仕切られており、ホームにバスが到着するとドアが開いてバスへ乗り込めるようになっている。営業時間は6:00-22:00。エヌタスTカードの自動積み増し機と定期券更新機も1台設置されている。ターミナル内で取り扱うのは始発バスと夜行高速バスの発着のみで、新地中華街止まりの降車は隣接するバスターミナルホテル前の路上で取り扱う。発車案内は2020年1月25日より液晶ディスプレイ式に交換された。
また、バスターミナル外にもバス停が設置されており、新地ターミナルを経由地とするバスが発着する。ターミナル始発路線の多くと運行区間が重複するココウォーク行きと県庁方面は道路の向かい側にあるバス停を使用し、その他の路線はすべて隣接する歩道上に設けられたバス停から乗車できるようになっている。長崎空港へのリムジンバスは一時期バスターミナル発着であったが、ながさき出島道路開通後は新地が始発地でなく経由地になったため、バスターミナルへは乗り入れず道路上停留所での乗降となる。乗り場は長崎バスターミナルホテル前の新地中華街行き降り場を兼用し、待合所がホテルロビー内に設けられている。また近くには長崎電気軌道の新地中華街停留場も位置している。

### 新地中華街を発着するバス路線
（ ）内は停留所位置。【 】内は案内上の停留所名。（通常では使用されないものを含む）
- ターミナル内（バスターミナル内発）
  - （1番系統）本川内・琴の尾登口線、満永線、時津北部TM・琴海NT・大串線、石原・樫山・桜の里線、（住吉・道の尾経由）
  - （2番系統）三川町・西山台線、恵の丘線、女の都団地線、長与NT線、緑ヶ丘団地線（住吉・昭和町経由）
  - （3番系統）小江原NT・相川線（城栄町経由・春木町経由）
  - （9番系統）福田車庫前・柿泊・福田経由相川線
  - （100番系統）大瀬戸・板の浦線、桜の里ターミナル（板の浦連絡便）線
  - （系統番号なし）三川町線・恵の丘線・長与NT線（純心校前・昭和町経由）、小江原NT・相川線（ブリックホール経由）、溝川線（川平バイパス経由）
  - （夜行高速バス）オランダ号（神戸・大阪・京都行き、近鉄バス運行）

なお、各ホームの使い分けはある程度路線別になっている（宝町交差点で左折する3番系統と9番系統はそれぞれ1番ホームと2番ホームへ集中的に割り当てられる）ものの、ダイヤによって他のホームからの発車もある。
- 道路上（イオン長崎店横）【イオン横】［下大橋線］
  - （3番系統）下大橋（ロープウェイ前・城栄町経由）
  - （4番系統）下大橋（ロープウェイ前・西城山経由）
  - （系統番号なし）下大橋（ブリックホール経由・城山住宅前経由）、長崎駅前交通広場（ダイヤランド発）

- 道路上（湊公園前）【みなと公園前】［立神・神の島線］
  - （6番系統）立神・神の島教会下・神の島一丁目・神の島三丁目・ANAテレマート（めがね橋経由）

- 道路上（NTT出島ビル本館前）［十八親和銀行本店前経由］
  - （7番系統）ココウォーク茂里町線（出島経由）
  - （9番系統）神の島工業団地線（ダイヤランド発）
  - （系統番号なし）ココウォーク茂里町・長崎駅前交通広場・長崎商業・浜の町・中央橋
  - （ミニバス）中央橋・夢彩都・長崎駅西口・ココウォーク茂里町（うみかぜ）
  - （空港リムジンバス）ココウォーク茂里町（エアポートライナー）※降車のみの取り扱い

- 道路上（正面入口前）［南部向］
  - （10番系統）メディカルセンター　※平日朝の通勤時間帯のみ
  - （17番系統）メディカルセンター　※平日朝の通勤時間帯のみ
  - （30番系統）小ヶ倉・毛井首線、深堀・香焼・伊王島線、平山台団地線、晴海台団地線、川原線
  - （35番系統）晴海台団地線、川原線、野母崎・樺島線（栄上（三和地域センター内）経由）
  - （40番系統）ダイヤランド線、柳営業所入口線
  - （60番系統）国立長崎病院線（大浦経由）、上戸町線（八景町経由）
  - （系統番号なし）上戸町線（八景町経由）・ココウォーク茂里町（水辺の森公園経由）
  - （ミニバス）二本松団地線 (うみかぜ)（国分町・二本松口経由）

- 道路上（長崎バスターミナルホテル前）【ターミナルホテル前】
  - （空港リムジンバス）出島道路経由長崎空港（エアポートライナー）※乗車のみの取り扱い
  - （10番系統）新地中華街終点のバス　※降車のみの取り扱い
  - （16番系統）新地中華街終点のバス　※降車のみの取り扱い
  - （17番系統）新地中華街終点のバス　※降車のみの取り扱い

イオン長崎店横と湊公園前の停留所は毎年冬に長崎ランタンフェスティバルが開催される際には休止となる。その際にはNTT出島ビル本館前の停留所を使用する。

## イオン長崎店
イオン長崎店（イオンながさきてん）は、長崎自動車本社ビルの代表テナントである。ダイエー時代の店番号は0476。1969年（昭和44年頃）より出店計画の話し合いが行われ、1971年（昭和46年）2月に出店が決定。長崎自動車本社ビルを増築して11月にオープンした。
2015年9月1日にイオン九州に同店の営業権が承継され「イオン長崎店」に名称変更した。
ダイエー時代の開業当初は長崎ショッパーズプラザが名称だったが、左記の名称は公式には使われずダイエー長崎店の名称を表向きは前面に出していた。

## フロア構造
| 階  | フロア概要                                                   |
| --- | ------------------------------------------------------------ |
| 5F  | 書店・モーリーファンタジー・催事                             |
| 4F  | 100円ショップキャンドゥ・くつろぎ鍼灸整骨院                  |
| 3F  | 衣料品・肌着・服飾雑貨                                       |
| 2F  | 日用品・家庭消耗品・化粧品                                   |
| 1F  | コンビニエンスショップ・医薬品・銘店銘菓・長崎新地ターミナル |
| B1F | 食料品・酒・花                                               |

## テナント
出店全店舗一覧は公式サイト「フロアガイド」を参照。